# Törökkoppány
Törökkoppány là một thị trấn thuộc hạt Somogy, Hungary. Thị trấn này có diện tích 25,8 km², dân số năm 2010 là 490 người, mật độ 19 người/km².